# Староверовка (Нововодолажский район)
Старове́ровка (укр. Старовірівка) — село, Староверовский сельский совет, Нововодолажский район, Харьковская область, Украина.
Код КОАТУУ — 6324285501. Население по переписи 2001 года составляло 3543 (1638/1905 м/ж) человека.
Являлось до 2020 года административным центром Староверовского сельского совета, в который, кроме того, входили сёла Дьячко́вка, Муравлинка, Рако́вка и посёлок Палатки.

## Географическое положение
Село Староверовка находится в 30 км от Валок у Староверовского водохранилища на реке Берестове́нька (Берестова́я) недалеко от её истоков.
Село вытянуто вдоль реки на 15 км; делится на Староверовки - I-ю, II-ю, III-ю, IV-ю.
Ниже по течению примыкает к сёлам Кирилловка
и Граново Красноградского района.
Через село проходит автомобильная дорога Т-2118.
В 3-х км проходит железная дорога; ближайшие станции Широ́кий и Вла́совка.

## История
- Село возникло в первой половине XVIII века. Основателями его были переселенцы-старообрядцы из Курской и Орловской губерний.
- Год основания села — 1733.
- Весной 1923 года был создан Староверовский район Харьковской губернии. Административным центром являлась Староверовка. Район с 1920-х годов являлся «национальным русским», одним из четырёх национальных русских районов Харьковской области (наряду с Алексеевским, Чугуевским и Больше-Писаревским). Район был упразднён в … году.
- Во время голода на Украине 1932—1933 годов умерло не менее 116 жителей села[5].
- Во время нацистской оккупации Харьковской области 1941—43 годов немцы убили 400 жителей,[6] вывезли в Германию на принудительные работы 368 человек и уничтожили 780 жилых домов и все колхозные постройки.[6]
- В 1966 году население составляло 5409 человек; в 1945-66 годах (после войны) в селе было построено 2518 жилых домов.[7]
- В 1966 году в селе работали три школы (средняя и две восьмилетние), три клуба, 5 библиотек, больница, государственный завод стройматериалов, лесной склад, топливный склад, пожарное депо, лесничество, коммунхоз, ремонтные мастерские, четыре мельницы, четыре маслобойни, мясобойня; четыре колхоза: «Маяк» (в Третьей Староверовке, имевший 2542 га земли), "Путь Ленина (в Первой Староверовке, 4453 га), «Красное знамя» (в Четвёртой Староверовке, 2643 га; не путать с колхозом "Шлях Ленина" в Одрынке), имени В. И. Чапаева (в Первой и Третьей Староверовке, 4928 га).[7]
- В 1976 году в селе было 2600 дворов[6] и 6957 человек населения.[6]
- В 1992 году в колхозе "Путь Ленина" работали тракторный отряд, две весовые, мастерская, три молочно-товарные фермы, муравлинская бригада.[8]
- В 1992 году в колхозе имени Чапаева работали агрокабинет, дом операторов, четыре молочно-товарные фермы, детский сад.[8]
- В 1992 году в колхозе "Красное Знамя" работали ветеринарный участок, тракторная бригада, две молочно-товарные фермы, ферма №1, свиноферма, дьячковская ферма.[8]

## Экономика
- При СССР в селе работали молочно-товарная ферма и свино-товарная ферма.
- КСП «Знамя» (б. колхоз «Красное знамя»).
- Частное сельскохозяйственное предприятие «Маяк» (б. колхоз «Маяк»).
- Частное сельскохозяйственное предприятие «Мрия» (б. колхоз).
- ООО «Дружба».

## Объекты социальной сферы
- Средняя школа.
- 2 неполные средние школы.
- 2 детских сада.
- Дом культуры.
- Клуб.
- Школьный краеведческий музей средней школы.
- Староверовская участковая больница (земская больница, построенная за средства местного бюджета в 1911 году).
- Два фельдшерско-акушерских пункта (ФАП).
- Аптека.
- Почтовое отделение.

## Достопримечательности
- Братская могила советских воинов РККА. Похоронены 114 павших воинов.
- Братская могила советских воинов. Похоронены 25 воинов.
- Братская могила советских воинов. Похоронен 41 воин.
- Братская могила советских воинов и памятный знак воинам-односельчанам. Похоронены 10 воинов.
- Могила Кузнецова, лейтенанта Советской Армии, 1942 г.

## Известные уроженцы
- Толстой, Степан Калистратович — Герой Советского Союза, кавалер ордена Красной Звезды.
- Карпов, Стефан Архипович — Герой Советского Союза.
- Мотрошилова Нелли Васильевна — советский и российский философ, специалист по западноевропейской философии, доктор философских наук, профессор, сотрудник Института философии РАН.

## Религия
- Православный Иоанно-Богословский храм.
- Церковь «Благая весть»
- Православная Свято-Николаевская церковь.